# Laufspiel
Unter der Bezeichnung Laufspiele (englisch running games) werden in Spielpädagogik und Spieldidaktik alle Spiele zusammengefasst, bei denen die schnelle Fortbewegung im Zentrum des Spielgeschehens steht. Wie die Hüpfspiele, die Wurfspiele oder die Tanzspiele gehören die Laufspiele spielsystematisch zur Gattung der Bewegungsspiele. Die singulare Bezeichnung steht für ein Einzelspiel dieser umfangreichen Kategorie von Spielen.

## Historisches
Laufspiele gibt es, solange und wo immer Menschen, vor allem Kinder, ihrem natürlichen Bewegungsdrang und Spieltrieb folgen. Sie sind zu allen Zeiten und bei allen Kulturen nachweisbar.  Historisch dokumentiert und entsprechend klarer fassbar sind sie im europäischen Kulturraum spätestens mit den Darstellungen auf antiken griechischen Vasen und seitdem der Didaktiker Johann Amos Comenius, die Philanthropen Johann Christoph Friedrich GutsMuths und Johann Bernhard Basedow oder der Turnvater Friedrich Ludwig Jahn sie schriftlich fixiert haben. Comenius sah sie in seinem viel gelesenen Schul- und Kinderbuch Orbis sensualium pictus als didaktische Grundlage, Erziehung von der Motivation des Kindes aus anzusetzen. Guts Muths publizierte sie in seinem berühmten Spielebuch als Handreichung für die „Gymnastiklehrer“ „zur Übung und Erholung des Geistes“ der ihnen anbefohlenen Kinder. Jahn und seine Mitarbeiter nutzten die Laufspiele auch als kurzweilige Unterhaltung auf dem Wege mit den Kindern zur Turnstätte auf der Berliner Hasenheide. Heute haben Laufspiele ihren festen Platz sowohl im freien Kinderspiel als auch im Kindergarten, im Sportunterricht, im Vereinssport und Hochleistungstraining.

## Spielgedanke
Laufspiele zählen zu den sogenannten „Kleinen Spielen“. Diese kennzeichnen sich durch ein einfaches, rasch erklärtes, leicht verständliches Regelwerk, was den Spielenden einen schnellen Spielbeginn ermöglicht. Der Spielgedanke des einzelnen Laufspiels wird häufig schon aus der speziellen Spielbezeichnung erkennbar („Haltet den Dieb“ oder „Rette sich wer kann“). Er ergibt sich aus der Verbindung des Laufens mit einer bestimmten Aufgabe und weiteren Spielelementen und erreicht so eine große Vielfalt an Spielvarianten. Laufspiele finden sich in komplexeren Zusammenhängen aber auch in den sogenannten „Großen Sportspielen“ wieder.

## Erscheinungsformen

### Freies Kinderspiel
Beim freien Spielen erwachsen die Laufspiele aus dem natürlichen Bewegungsdrang und Spieltrieb des Kindes. Sie schlagen sich bereits in einfachen, von den Kindern selbst erfundenen spielerischen Handlungen nieder wie etwa dem Schubsen und Weglaufen, dem Necken und Entfliehen, dem Verfolgen, Wettlaufen und Fangen. Im Kindergarten oder bei Kindergeburtstagen lernen die Kinder zudem Laufspiele wie den „Plumpsack“  oder das „Ochs am Berge – Eins, zwei, drei!“ kennen, die dann bisweilen zum Straßenspiel mit Nachbarskindern werden.

### Sportunterricht
Im Sportunterricht von Schule und Verein kommt es zu einer didaktischen Nutzung der Laufspiele. Für die Eingangs- und Aufwärmphase der Sportstunde steht den Sportlehrern in Schulen, Vereinen und Freizeitveranstaltungen ein großes Repertoire an „Kleinen Spielen“ zur Verfügung, die meistens mit Laufbewegungen verknüpft werden und dem Abreagieren des „Sitzzwangs“, dem Schaffen einer emotionalen Bereitschaft sowie der physiologischen Leistungsvorbereitung des Organismus dienen. Sie haben in diesem Zusammenhang eine methodische Funktion zugunsten der psychischen und physischen Einstellung auf die anschließenden Lern- und Arbeitsprozesse. Viele dieser Spiele sind den Kindern schon von Kindergeburtstagen oder Freizeitveranstaltungen bekannt:.
Kindgemäße Namensgebungen wie „Fuchs und Hase“, „Katz und Maus“ oder „Räuber und Gendarm“ kennzeichnen schon in ihrem Titel, dass es um Jäger und Gejagte, um Laufen, um nicht gefangen zu werden, geht. Spiele wie „Der schwarze Mann“ oder „Rette sich wer kann“ beziehen die gesamte Spielgruppe gleichzeitig in das Geschehen ein.

### Fitnesstraining
Im Rahmen des sportlichen Aufbautrainings werden vor allem Laufspiele gern genutzt: „Hindernisläufe“ mit Spielcharakter im abwechslungsreichen Gelände bieten kurzweilige Möglichkeiten, von der harten Arbeit der Fitnesssteigerung abzulenken. Das „Überholspiel“ lebt von Tempowechseln im Spiel mit der Trainingsgruppe. „Zeitschätzläufe“ vermitteln spielerisch das Gefühl für verschiedene Geschwindigkeiten. „Pendelstaffeln“ binden in eine Gruppe ein und fördern den Wettbewerb. Dabei gehört es zur Kunst des Lehrenden, zwischen dem Spieltrieb der Kinder und den Trainingsanforderungen angemessen abzuwägen.

### Große Sportspiele
Bei den sogenannten „Großen Sportspielen“ Fußball, Handball oder Basketball bildet das Qualifikationsniveau von Sprinten und Laufen die Basis für den Spielerfolg. Ein ständiges In-Bewegung-Sein, auch ohne Ball, das Erarbeiten immer neuer freier Räume, schafft die Grundlage für einen gelingenden Spielaufbau im Sinne des Spielgedankens, die gegnerische Abwehr durch rasche Spielzüge auszuspielen, zu überrennen und so zu dem gewünschten Tor- oder Korberfolg zu kommen. Dabei muss jeder Spieler ein hohes Laufpensum erbringen. Zur Aneignung der dazu notwendigen Ausdauer greifen die Trainer in aller Regel auf kurzweilige Laufspiele zurück, die mit charakteristischen Zügen des jeweiligen Spiels verbunden werden und den Mannschaftsgeist stärken.

## Beispiele didaktischer Zielsetzungen
In der Verbindung des Laufens mit weiteren Spielelementen und Aufgabenstellungen finden Laufspiele zur Schulung bestimmter Fertigkeiten im Spiel- und Sportbereich ein breites Anwendungsfeld. Dieses reicht von der frühkindlichen Bewegungserziehung bis in den Leistungssport:
- Laufen & Reaktionsschnelligkeit

Komm mit – Lauf weg
Bei diesem Spiel bilden die Mitspieler einen großen Kreis mit dem Gesicht zur Kreismitte. Außen um den Kreis herum bewegt sich ein Läufer. Wenn er einem der Kreisspieler auf den Rücken tippt und „komm mit“ oder „lauf weg“ ruft, muss dieser entsprechend reagieren und entweder den Läufer verfolgen oder in die entgegengesetzte Richtung davon laufen. Wer als erster an dem freien Platz ankommt, darf ihn einnehmen, der andere wird zum neuen Läufer.
Tag oder Nacht bzw. Weiß oder Schwarz
Zwei Parteien stehen sich in der Mitte eines Spielfeldes im Abstand von etwa zwei Metern gegenüber. Sie heißen „Tag“ oder „Nacht“ bzw. „Weiß“ oder „Schwarz“. Die von einem Spielleiter aufgerufene Partei wird zum Fänger, welche die fliehende andere Partei bis zu einer festgelegten Grenzlinie abgeschlagen haben muss. In Variationen kann der Start auch aus dem Liegen oder Sitzen erfolgen.
- Laufen & Geschicklichkeit

Eierlauf

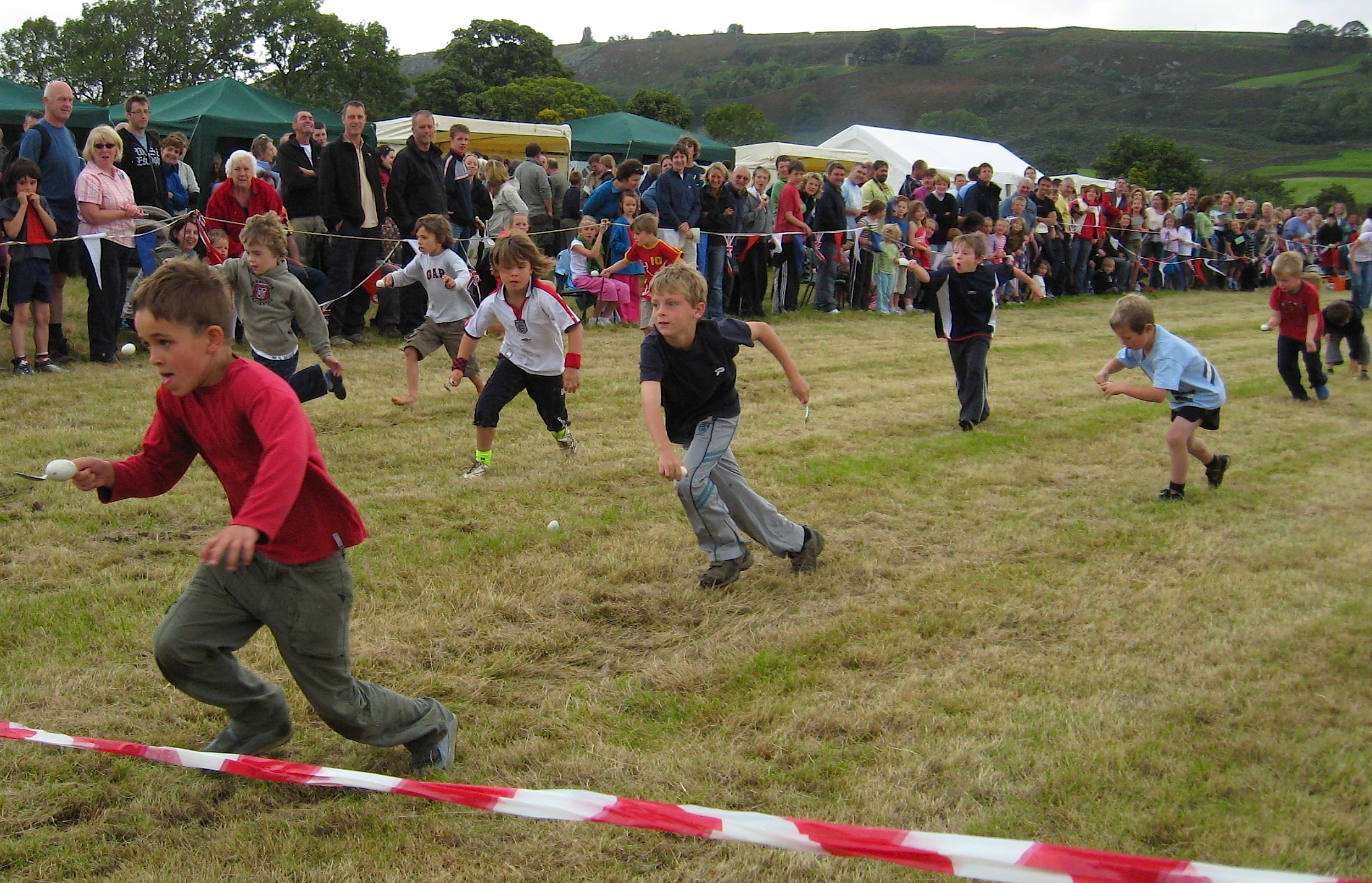
Eierlauf als Geschicklichkeitsspiel (England 2001)

Beim Eierlauf gilt es, auf einem Esslöffel ein hart gekochtes Ei (einen Tischtennisball oder einen anderen Gegenstand) im Wettlauf mit Konkurrenten sicher und möglichst schneller als die anderen über eine Ziellinie zu bringen.
Zeitungslauf
Beim Zeitungslauf kommt es darauf an, so schnell mit einer Zeitung vor der Brust zu laufen, dass diese nicht herunterfällt.
- Laufen & Partnerschaft

Dreibeinlauf
Beim Dreibeinlauf werden paarweise der rechte Fuß des einen Spielers und der linke Fuß eines anderen Spielers miteinander verbunden, sodass sie nur miteinander laufen können. In dieser Konstellation lassen sich Wettläufe und Fangspiele organisieren.
Mit einer sozialen Komponente ausgestattet, können Partnerspiele auch in Handfassung je eines starken und eines schwächeren, eines älteren und eines jüngeren, eines männlichen und eines weiblichen Mitspielers gestaltet werden. Weitere Spielabwandlungen aus dem „Paarlaufen“ führen zum „Huckepacklaufen“ oder „Kettenfangen“.
- Laufen & Werfen & Fangen

Die Verbindung des Laufens mit Gegenständen wie Staffelhölzern oder Bällen und zusätzlichen Aufgaben führt zu den unterschiedlichsten „Staffelformen“ und zu
anspruchsvolleren Spielen wie Brennball oder Schlagball, Fußball oder Handball, bei denen neben dem Laufen vor allem spieltechnische und -taktische Anforderungen eine größere Bedeutung bekommen.

## Einzelbelege
1. ↑  Siegbert A. Warwitz, Anita Rudolf: Spielend sich bewegen – Bewegungsspiele, In: Dies.: Vom Sinn des Spielens. Reflexionen und Spielideen. 5. Auflage, Verlag Schneider, Baltmannsweiler 2021, S. 41–44
2. ↑  Siegbert A. Warwitz, Anita Rudolf: Wie Spielen entsteht und warum Menschen spielen, In: Dies.: Vom Sinn des Spielens. Reflexionen und Spielideen. 5. Auflage, Verlag Schneider, Baltmannsweiler 2021, S. 8–17
3. ↑  Johannes Kühnel: Neuherausgabe von Comenius' Orbus pictus. Klinkhardt, Leipzig 1910
4. ↑  Johann Christoph Friedrich GutsMuths: Spiele zur Übung und Erholung des Körpers und Geistes. Hof 1796 (8. Auflage 1893)
5. ↑  Werner Stuhlfath: Volkstümliche Turnspiele und Scherzübungen aus allen deutschen Gauen. Verlag Beltz, Langensalza 1928 (mit einem Geleitwort v. F. L. Jahn)
6. ↑  Nicole Gebhardt, Deutsche Turner-Jugend (Hrsg.): Haltet den Dieb! Meyer & Meyer, Aachen 2015
7. ↑  Sven Scheid: Spielverhalten, Spielinhalte und Spielformen heutiger Schulanfänger – eine empirische Studie, Wissenschaftliche Staatsexamensarbeit GHS, Karlsruhe 2000.
8. ↑  Volker Döhring: Kleine Spiele zum Beginn und Ende der Sportstunde, 3. Auflage, Limpert Verlag, Wiebelsheim 2017
9. ↑  Sieghart Hofmann: Laufspiele, In: Ders.: Kleine Spiele-Fundgrube für den Sportunterricht, Klasse 5-10. Auer Verlag, Donauwörth
10. ↑  Harald Lange: Laufspiele zwischen kindlichen Bedürfnissen und Trainingskriterien. In: Ders.: Laufen, Fangen und Trainieren. 110 Spiele für Schule und Verein. Limpert Verlag, Wiebelsheim 2003, S. 7–27
11. ↑  Johann Christoph Friedrich Guts Muths: Spiele zur Übung und Erholung des Körpers und Geistes. Hof 1796 (8. Auflage 1893)
12. ↑  Knut Dietrich u. a.: Die großen Spiele: Basketball. Fußball. Handball, Volleyball. 7. Auflage, Meyer & Meyer, Aachen  2012
13. ↑  Harald Lange: Laufen, Fangen und Trainieren. 110 Spiele für Schule und Verein. Limpert Verlag, Wiebelsheim  2003
14. ↑  Nicole Gebhardt, Deutsche Turner-Jugend (Hrsg.): Haltet den Dieb! Meyer & Meyer, Aachen 2015
15. ↑  Harald Lange: Laufen, Fangen und Trainieren. 110 Spiele für Schule und Verein. Limpert Verlag, Wiebelsheim 2003.
16. ↑  Harald Lange: Laufen, Fangen und Trainieren. 110 Spiele für Schule und Verein. Limpert Verlag, Wiebelsheim 2003.